# Morro Gutiérrez
Der Morro Gutiérrez ist ein Hügel auf Deception Island im Archipel der Südlichen Shetlandinseln. Er ragt östlich der Landspitze Punta Andressen am Ufer der Pendulum Cove auf.
Wissenschaftler der 12. Chilenischen Antarktisexpedition (1957–1958) benannten ihn. Namensgeber ist Gustavo Cruz Cáceres, Kapitän des Schiffs Angamos bei dieser Forschungsreise.